# 朝鲜导弹实验列表
目前，朝鲜已经进行了多次的导弹实验。朝鲜也已经在日本海发射了众多的短程导弹。显然，这是一种强硬的政治姿态。

## 概覽

### 時間綫
關於北韓已進行或正在進行的飛彈實驗如以下時間綫所羅列：

## 關聯條目
- 朝鲜与大规模杀伤性武器
- 朝鲜战争
- 朝鲜人民军
- 朝鮮民主主義人民共和國外交